# Tioester

Structura generală a unui tioester;.

Un tioester este o grupă funcțională ce conține sulf, cu structura R–S–CO–R'. Sunt produșii esterificării dintre un acid carboxilic și un tiol. În biochimie, cei mai cunoscuți tioesteri sunt derivații coenzimei A, precum acetil-CoA.

## Obținere
Cea mai tipică metodă de sinteză a tioesterilor include reacția unei cloruri de acil cu sarea unui tiol cu un metal alcalin (de exemplu, sodiul):
RSNa  +  R′COCl   →   R′COSR  + NaCl
O altă metodă comună implică deplasarea halogenurilor de către sărurile acizilor tiocarboxilici cu metalele alcaline. De exemplu, esterii tioacetatului sunt preparați prin alchilarea tioacetatului de potasiu:
CH3COSK  +  RX   →   CH3COSR  + KCl
Tioesterii mai pot fi obținuți prin condensarea tiolilor cu acizi carboxilici în prezența unor agenți de deshidratare:
RSH  +  R′CO2H   →   RSC(O)R′  +  H2O

## Proprietăți chimice
Centrul carbonilic din structura tioesterilor este reactiv față de nucleofili, chiar și față de apă. Astfel, tioesterii sunt intermediari comuni în cadrul reacției de transformare a halogenurilor de alchil în tioli alchilici. Tioesterii reacționează cu aminele cu formarea de amide: